# مركز التعددية الإسلامية

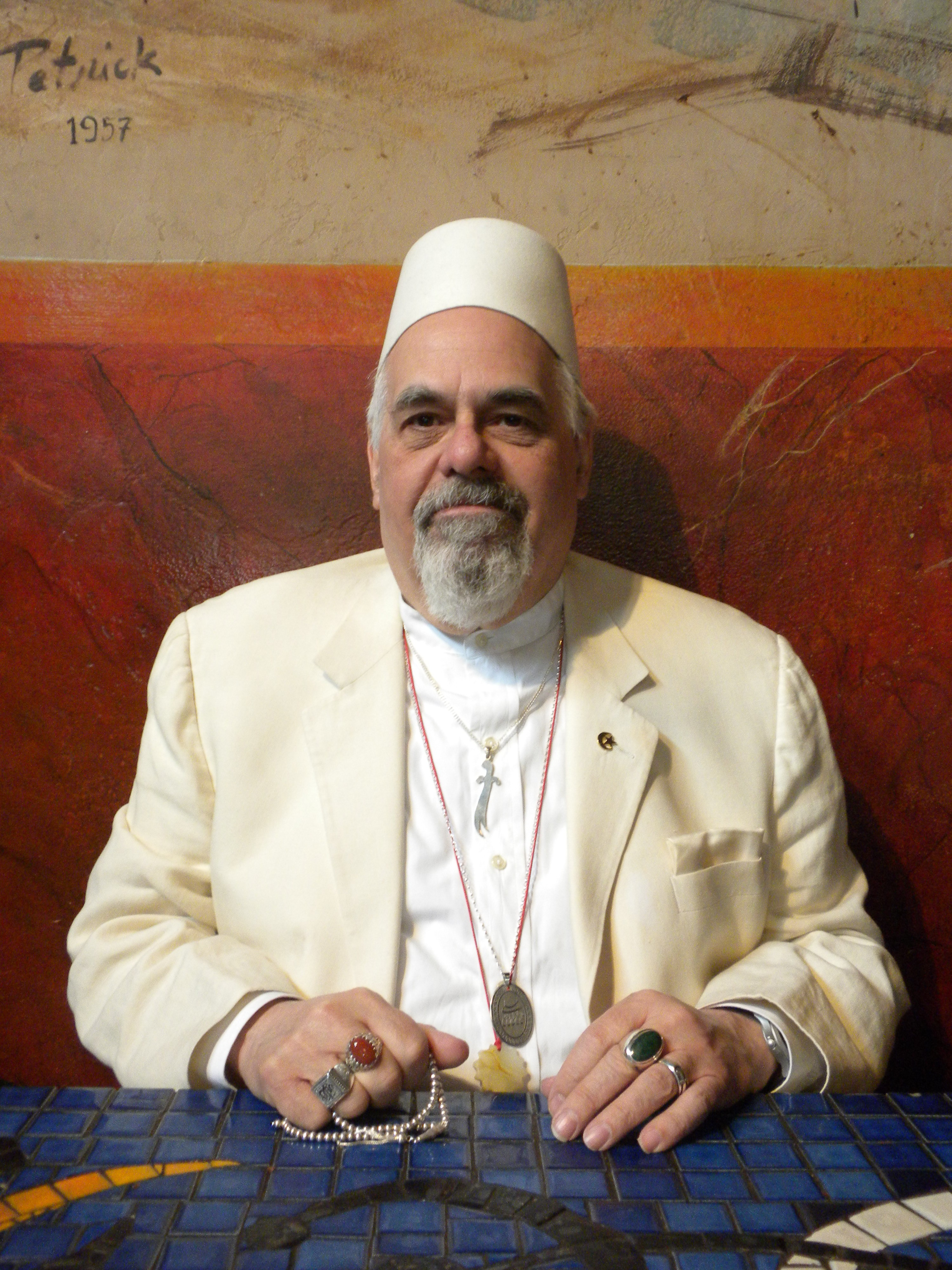
ستيفن شوارتز رئيس المركز

مركز التعددية الإسلامية في واشنطن العاصمة (وله فرعان في لندن وكولونيا) يهدف إلى (ترجمة عن موقعه):
- تشجيع «المسلمين المعتدلين» على الاندماج
- معارضة تسييس و« راديكالية » وتطرف الإسلام في أمريكا
- تعليم عامة الأمريكان حقيقة الإسلام المعتدل وخطر التيارات المسلحة والسياسية والراديكالية والصدامية

يرأسه ستيفن شوارتز الذي اعتنق الإسلام أثناء جولة له في البلقان، ومن مؤسسيه زهدي جاسر (سوري الأصل وقد عمل في البحرية الأمريكية) وأحمد صبحي منصور (مؤسس القرآنيين) وغيرهم.
انتقد المركز مفكرون كفهمي هويدي في مقالة له عنوانها «حملة تفكيك الإسلام»